# レミリ - ザールブリュッケン線
レミリ - ザールブリュッケン線（レミリ - ザールブリュッケンせん、フランス語: ligne de Rémilly à Stiring-Wendel）はフランスグラン・テスト州モゼル県レミリとドイツザールラント州の中心であるザールブリュッケンを結ぶ幹線鉄道である。この路線はLGV東ヨーロッパ線の連結線を通じてフランクフルト - パリ間の国際高速列車が通行する路線の一部となっている。

## 歴史

### フランス東部鉄道
1842年6月11日に制定された法律でパリ - ストラスブール間路線の中心でメス - ザールブリュッケン国境線間の鉄道建設が許可された。1845年7月19日の法律によりパリ - ストラスブール鉄道会社（Conpagnie du chemin de fer de Paris à Strasbourg）が建設権を約44年間の運営権と共に引き受けた。パリ - ストラスブール本線の場合と違って、この路線の停車場や施設物は鉄道会社の資金で建設されねばならなかった。この路線は最初から複線で建設される予定であった。1851年7月24日メス - サンタヴォルド間が開業され、同年11月16日にフォルバックまで延長された。1853年にパリ - ストラスブール鉄道はパリ - ミュルーズ鉄道の建設許可を獲得して、モントロ - トロワ鉄道を引き受けた。この会社は1854年1月21日の法令により「東部鉄道（Chemin de fer de l’est）」と改称された。
1852年11月15日にノインキルヒェン - フォルバッハ国境線区間がザールブリュッケン駅の経由で開通された。プロイセンはフランス方向の鉄道路線拡張を経済的な理由であまり迅速に行わなかった。「王立ザールブリュッケン鉄道管理局」(Königliche Direction der Saarbrücker Eisenbahn) がプロイセン側の区間を建設して、ナーエ谷線を含むベクスバッハ - フォルバック区間を管轄した。

### エルザス＝ロートリンゲン帝国鉄道
普仏戦争の結果、この路線は他のアルザス＝ロレーヌ地域の路線と同じくエルザス＝ロートリンゲン帝国鉄道管理局（Kaiserliche Generaldirektion der Eisenbahnen in Elsaß-Lothringen）に属することとなった。

### アルザス＝ロレーヌ鉄道
1919年ヴェルサイユ条約の発効でレミリ - フォルバック区間がフランスの路線に復帰したものの、東部鉄道にはなく第二国有鉄道であったアルザス＝ロレーヌ鉄道機関（Administration des chermins de fer d’Alsace et de Lorraine）の所属となった。

### フランス国鉄

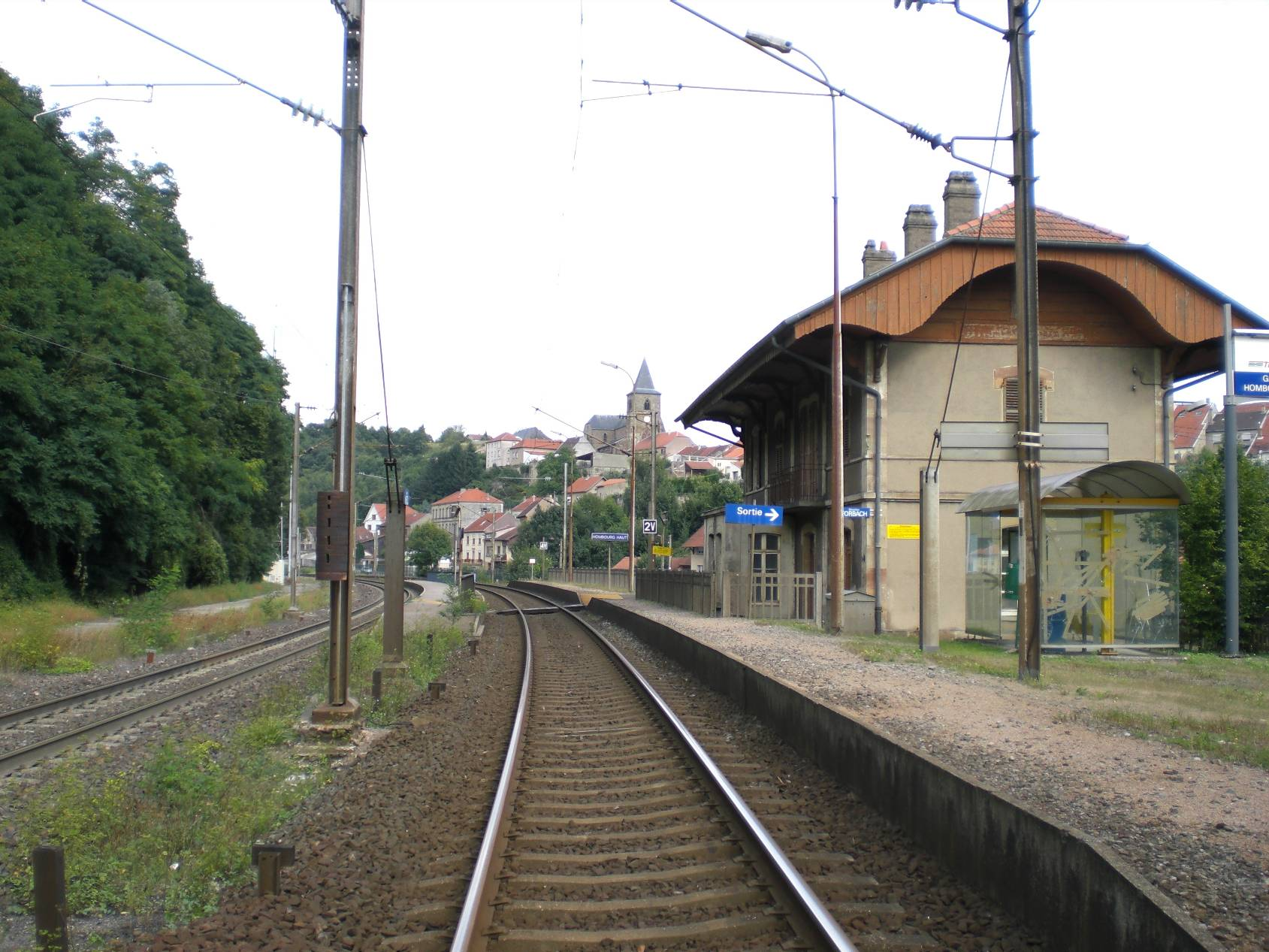
上オンブール駅
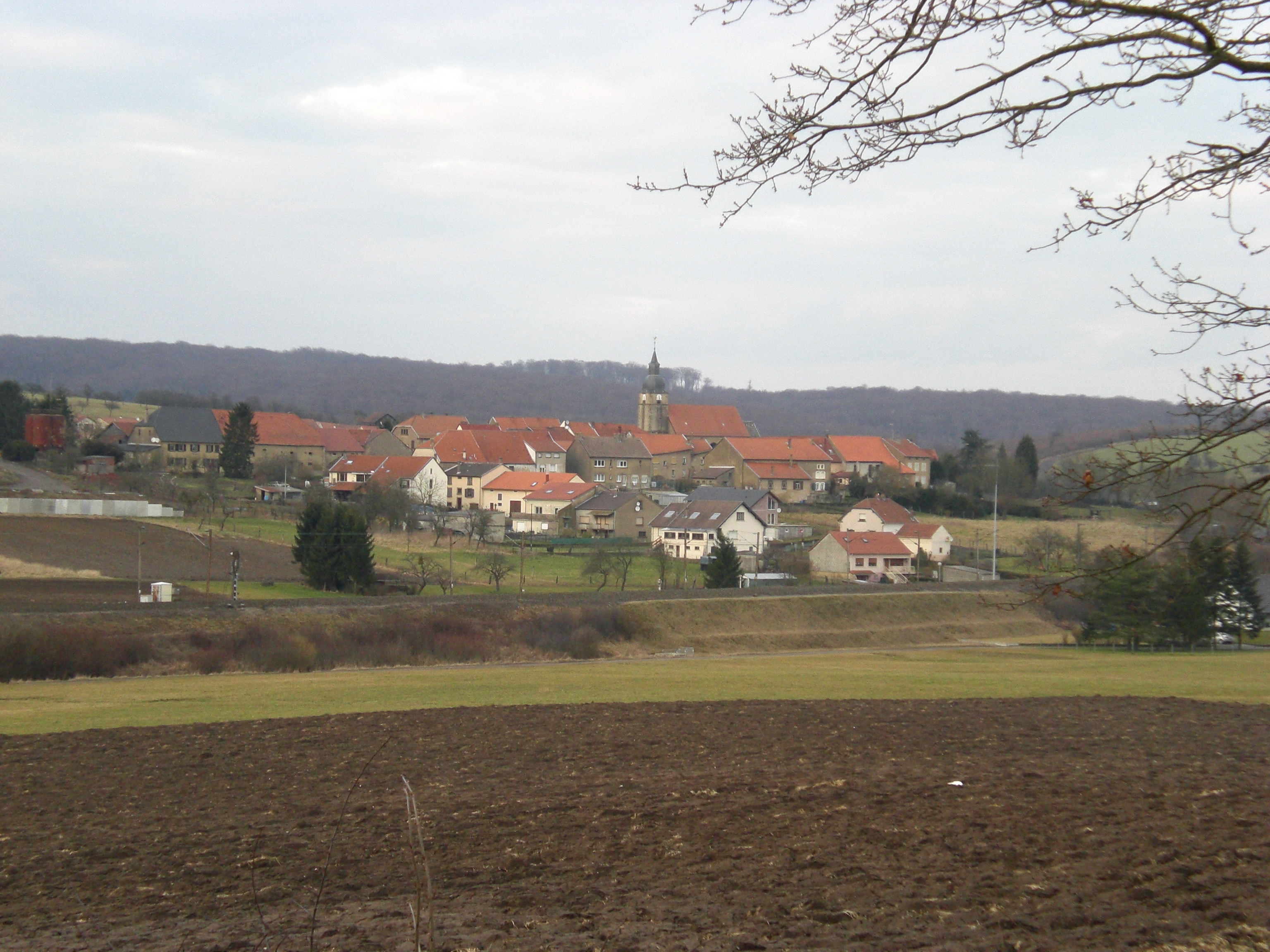
エベルヴィル・ラ・プティ近郊の線路

## 運行形態
- ICE/TGV82: パリ東 -（フォルバック -）ザールブリュッケン - カイザースラウテルン - マンハイム - フランクフルト。
- 快速列車（TER）: メス - レミリ - フォルケモン - ベニング - フォルバック。
- 快速列車（RE18）: フォルバック - ザールブリュッケン。60分間隔。